# Cryptopsar ischyrhynchus
El estornino de Mauricio (Cryptopsar ischyrhynchus) es una especie extinta de ave paseriforme de la familia Sturnidae endémica de Mauricio. Fue descrito en 2014 por Julian P. Hume, basándose en restos subfósiles de la isla de Mauricio. El holotipo es una mandíbula descubierta en 1904, que permaneció oculta en el cajón de un museo durante un siglo, por ello el nombre del género que significa «estornino oculto». El estornino de Mauricio presenta características morfológicas que lo emparentan más cercanamente con el estornino de Rodrigues que con el estornino de Reunión.